# Astor taixiró
L'astor taixiró (Aerospiza tachiro; syn: Accipiter tachiro) és una espècie d'ocell de la família dels accipítrids (Accipitridae). Habita zones de selva i bosc d'Àfrica oriental i Meridional, des d'Eritrea, Etiòpia, Kenya i Angola, cap al sud fins a Namíbia i Sud-àfrica. El seu estat de conservació es considera de risc mínim.

## Taxonomia
Tradicionalment l'astor taixiró estava classificat dins el gènere Accipiter. Tanmateix, estudis filogenètics moleculars van trobar que aquest gènere era polifilètic i es va proposar reordenar les seves espècies en 5 gèneres monofilètics. En base a aquests estudis, el Congrés Ornitològic Internacional, en la seva llista mundial d'ocells (versió 14.2, 2024) transferí aquesta espècie al gènere Aerospiza, que fou recuperat per a tal fí.
Segons el Handook of the Birds of the World i la quarta versió de la BirdLife International Checklist of the birds of the world (Desembre 2019), aquest tàxon apareix classificat dins del gènere Accipiter.
Anteriorment es considerà que també pertanyien a aquesta espècie les diferents subespècies d'Accipiter toussenelii.